# Гарнре, Огюст-Симеон
Огю́ст-Симео́н Гарнре́ (фр. Auguste-Siméon Garneray; 1785, Париж — 16 марта 1824, там же) — французский художник.
Художественное образование получил у своего отца, художника Жана-Франсуа Гарнре, после чего брал уроки архитектуры и стал сотрудником мастерской художника Жана-Батиста Изабе, манеру письма которого во многом повторял. В дальнейшем давал уроки живописи королеве Голландии Гортензии Богарне, стал её придворным художником, равно как выполнял многочисленные работы для императриц Франции Жозефины и Марии-Луизы. Несмотря на свои тесные связи с императорским двором Наполеона, смог остаться востребованным и при Реставрации Бурбонов. Преподавал рисунок при дворе герцогини Беррийской, одновременно рисовал эскизы костюмов для Парижской оперы. Известен преимущественно за свои акварели и рисунки. Среди наиболее известных работ — «Жан де Сентре» и акварели, написанные им по поручению императрицы Марии-Луизы в качестве иллюстраций для «Истории мадмуазель де Ла Вальер», и иллюстрации к произведениям Мольера, преподнесённые императрицей в дар придворному врачу Жану-Никола Корвизару.

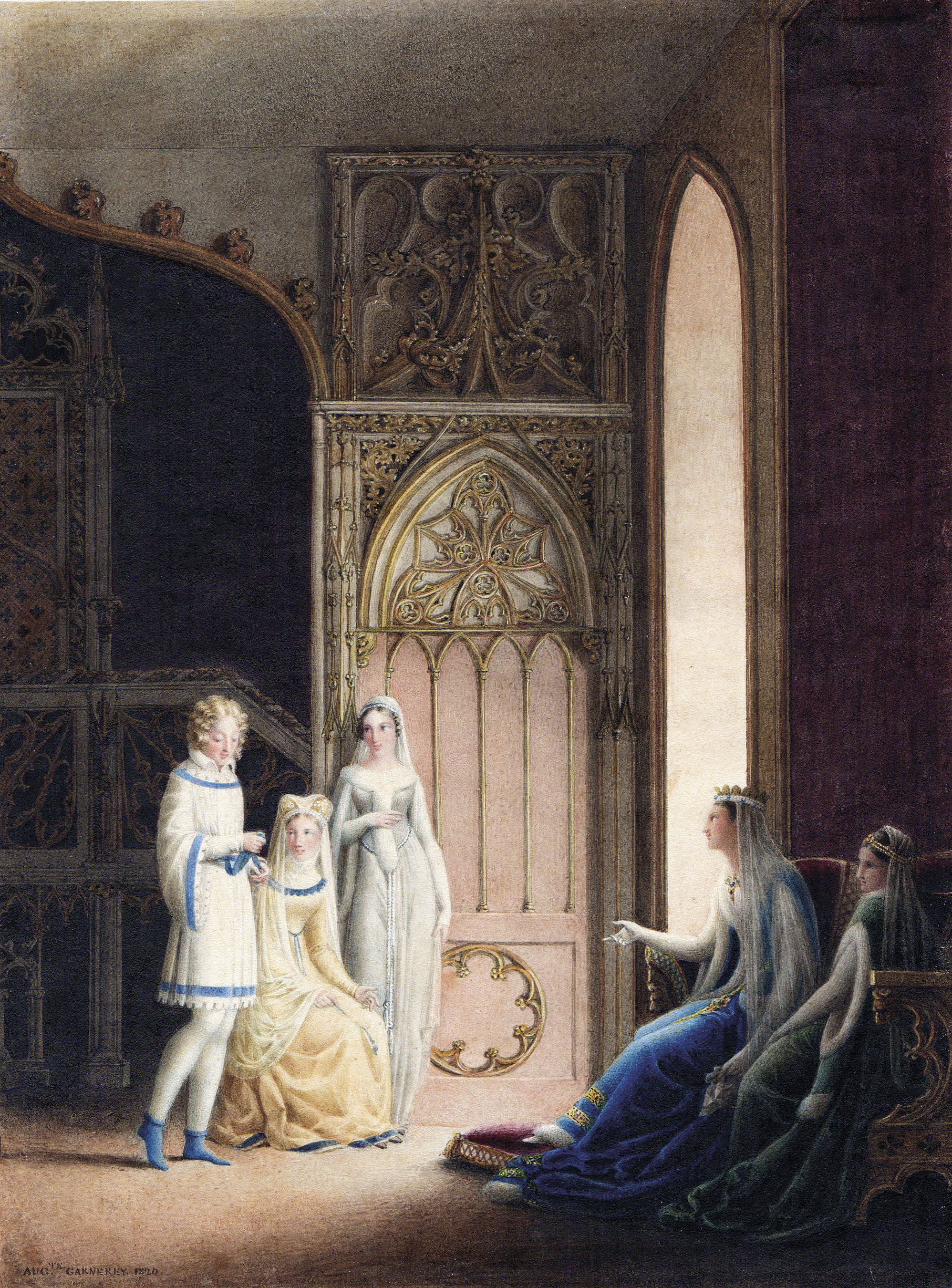
Маленький Жан де Сентре при дворе
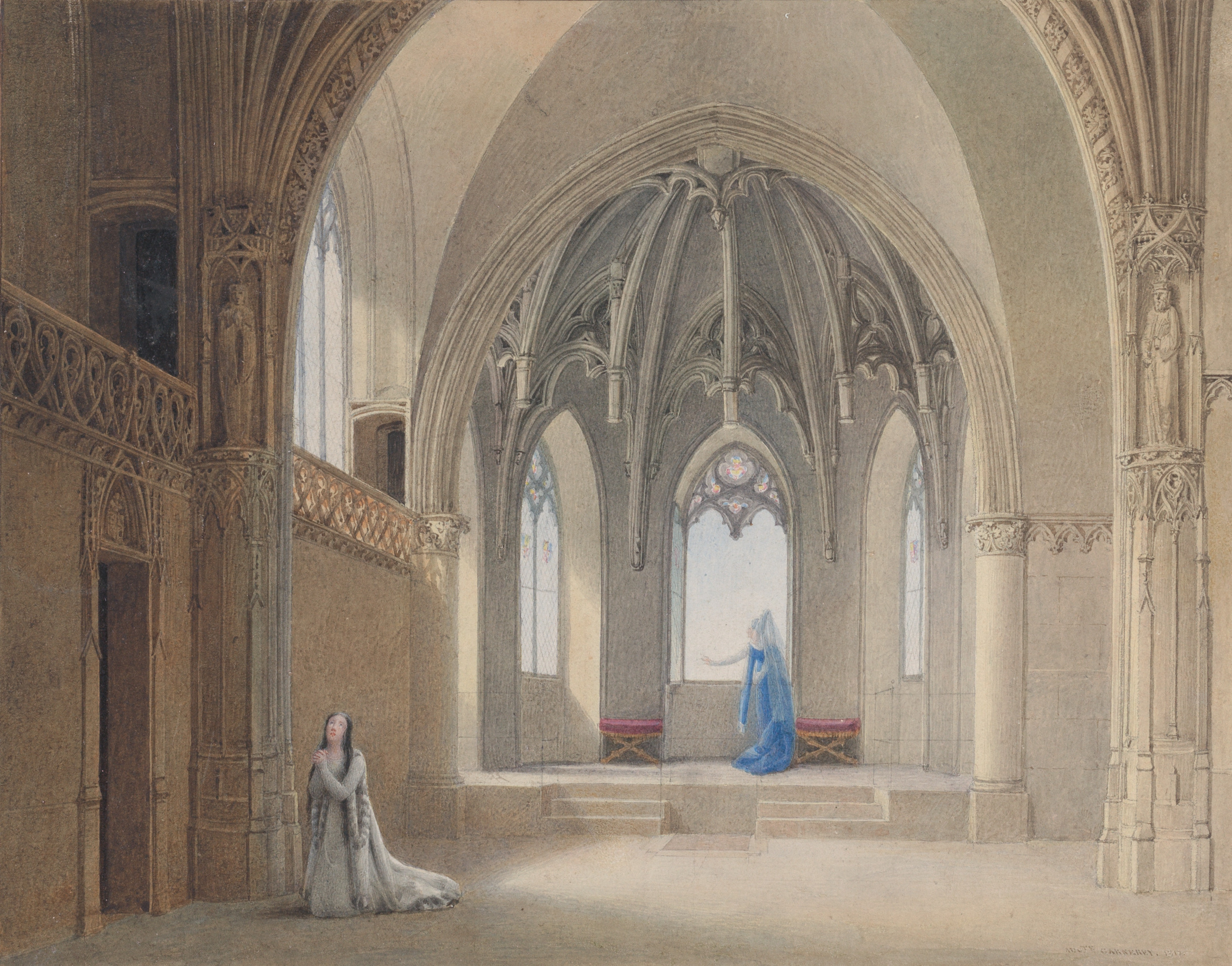
Анна, сестра моя Анна, неужели ты не видишь, что грядёт
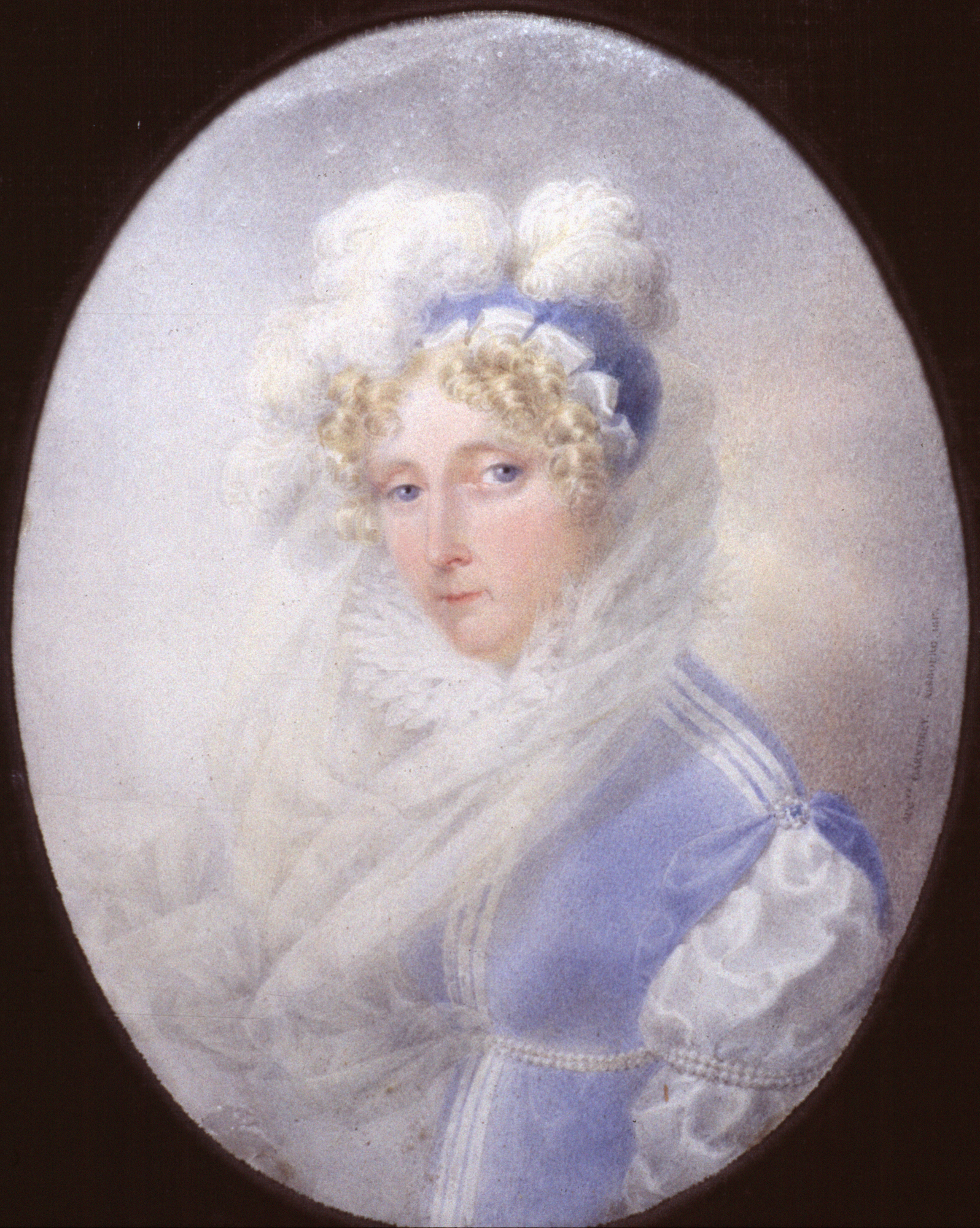
Портрет Амалии Зефирины Сальм-Кирбургской
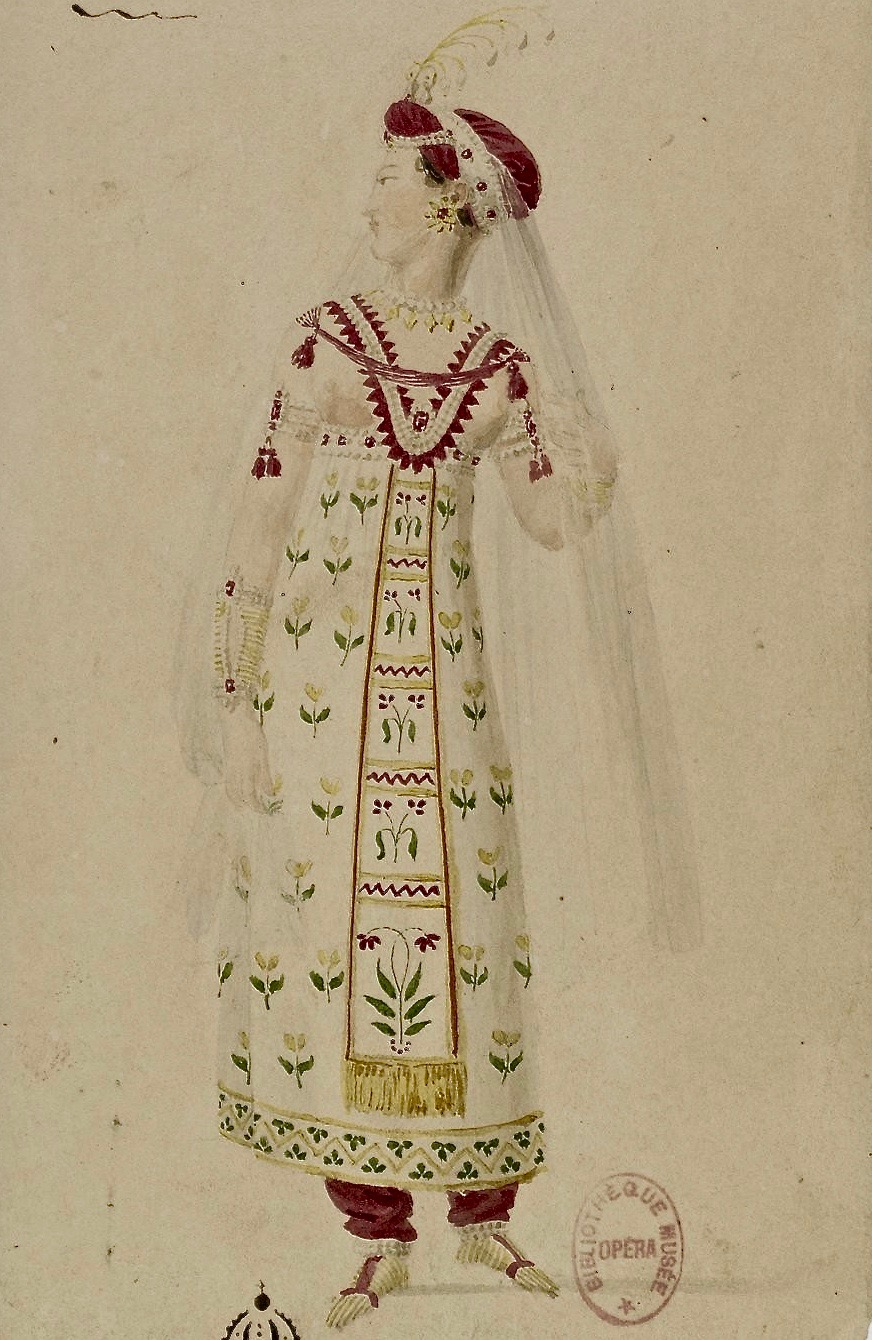
Татарка — эскиз театрального костюма